# ديفيد جاكسون (لاعب كرة قدم)
ديفيد جاكسون (بالإنجليزية: David Jackson)‏ هو لاعب كرة قدم بريطاني في مركز الهجوم، ولد في 12 فبراير 1958 في Wibsey ‏ في المملكة المتحدة. لعب مع مانشستر يونايتد.